# 英屬錫蘭
英屬錫蘭（英語：British Ceylon，Britanya Lankava，Birithaniya Ilangai）是位於今日斯里蘭卡的大英帝国直轄殖民地。1796年英國東印度公司從荷兰殖民帝國手中奪得斯里兰卡岛的沿海地區，1798年设立錫蘭總督一职，1802年交由英國政府管理，1815年英国廢黜了錫蘭的國王，將斯里兰卡岛全島置於英國統治之下。1948年獨立，成立錫蘭自治領。1972年更改國名為“斯里蘭卡”。